# Premierzy Somalii

## Lista premierówSomalii

### Terytorium powiernicze Somalii
| Osoba | Osoba   | Osoba                              | Kadencja       | Kadencja     | Partia polityczna      |
| #     | Portret | Imię i nazwisko                    | Od             | Do           | Partia polityczna      |
| ----- | ------- | ---------------------------------- | -------------- | ------------ | ---------------------- |
| 1     |         | Abdullahi Issa Mohamud (1921–1988) | 29 lutego 1956 | 1 lipca 1960 | Liga Młodzieży Somalii |

### Republika Somalii
| Osoba | Osoba   | Osoba                                | Kadencja        | Kadencja             | Partia polityczna      |
| #     | Portret | Imię i nazwisko                      | Od              | Do                   | Partia polityczna      |
| ----- | ------- | ------------------------------------ | --------------- | -------------------- | ---------------------- |
| 1     |         | Mohammed Ibrahim Egal (1928–2002)    | 1 lipca 1960    | 12 lipca 1960        | Liga Młodzieży Somalii |
| 2     |         | Abdirashid Ali Shermarke (1919–1969) | 12 lipca 1960   | 14 czerwca 1964      | Liga Młodzieży Somalii |
| 3     |         | Abdirizak Haji Hussein (1924–2014)   | 14 czerwca 1964 | 15 lipca 1967        | Liga Młodzieży Somalii |
| (1)   |         | Mohammed Ibrahim Egal (1928–2002)    | 15 lipca 1967   | 21 października 1969 | Liga Młodzieży Somalii |

### Demokratyczna Republika Somalii
| 4                                           |  | Mohamed Farah Salad                | 1 listopada 1969 | marzec 1970      | wojskowy                                     |
| urząd zniesiony (marzec 1970–1 lutego 1987) |  |                                    |                  |                  |                                              |
| 5                                           |  | Muhammad Ali Samatar (1931–2016)   | 1 lutego 1987    | 3 września 1990  | Somalijska Rewolucyjna Partia Socjalistyczna |
| 6                                           |  | Mohammed Hawadle Madar (1939–2005) | 3 września 1990  | 24 stycznia 1991 | Somalijska Rewolucyjna Partia Socjalistyczna |

### Okres wojny domowej
| 7                                    |  | Omar Arte Ghalib (1930–2020) | 24 stycznia 1991 | maj 1993 | Zjednoczony Kongres Somalii |
| wakat (maj 1993–8 października 2000) |  |                              |                  |          |                             |

### Tymczasowy Rząd Narodowy
| Osoba | Osoba   | Osoba                               | Kadencja             | Kadencja             | Partia polityczna |
| #     | Portret | Imię i nazwisko                     | Od                   | Do                   | Partia polityczna |
| ----- | ------- | ----------------------------------- | -------------------- | -------------------- | ----------------- |
| 8     |         | Ali Khalif Galaid (1941–2020)       | 8 października 2000  | 28 października 2001 | bezpartyjny       |
| —     |         | Osman Jama Ali (1941–) (tymczasowo) | 28 października 2001 | 12 listopada 2001    | bezpartyjny       |
| 9     |         | Hassan Abshir Farah (1945–2020)     | 12 listopada 2001    | 8 grudnia 2003       | bezpartyjny       |
| 10    |         | Muhammad Abdi Yusuf (1941–)         | 8 grudnia 2003       | 3 listopada 2004     | bezpartyjny       |

### Tymczasowy Rząd Federalny
| Osoba | Osoba   | Osoba                                   | Kadencja             | Kadencja             | Partia polityczna |
| #     | Portret | Imię i nazwisko                         | Od                   | Do                   | Partia polityczna |
| ----- | ------- | --------------------------------------- | -------------------- | -------------------- | ----------------- |
| 11    |         | Ali Mohammed Ghedi (1952–)              | 3 listopada 2004     | 29 października 2007 | bezpartyjny       |
| —     |         | Salim Alijow Ibrow (tymczasowo) (1942–) | 29 października 2007 | 24 listopada 2007    | bezpartyjny       |
| 12    |         | Nur Hassan Hussein (1937–2020)          | 24 listopada 2007    | 14 lutego 2009       | bezpartyjny       |
| 13    |         | Omar Abdirashid Ali Sharmarke (1960–)   | 14 lutego 2009       | 21 września 2010     | bezpartyjny       |
| —     |         | Abdiwahid Gonjeh (tymczasowo) (1962–)   | 24 września 2010     | 31 października 2010 | bezpartyjny       |
| 14    |         | Mohamed Abdullahi Mohamed (1962–)       | 31 października 2010 | 19 czerwca 2011      | bezpartyjny       |
| 15    |         | Abdiweli Mohamed Ali (1965–)            | 19 czerwca 2011      | 20 sierpnia 2012     | bezpartyjny       |

### Federalna Republika Somalii
| Osoba | Osoba   | Osoba                                            | Kadencja             | Kadencja             | Partia polityczna              |
| #     | Portret | Imię i nazwisko                                  | Od                   | Do                   | Partia polityczna              |
| ----- | ------- | ------------------------------------------------ | -------------------- | -------------------- | ------------------------------ |
| (15)  |         | Abdiweli Mohamed Ali (1965–)                     | 20 sierpnia 2012     | 17 października 2012 | bezpartyjny                    |
| 16    |         | Abdi Farah Shirdon (1958–)                       | 17 października 2012 | 21 grudnia 2013      | bezpartyjny                    |
| 17    |         | Cabdiwali Sheekh Axmed (1959–)                   | 21 grudnia 2013      | 24 grudnia 2014      | bezpartyjny                    |
| (13)  |         | Omar Abdirashid Ali Sharmarke (1960–)            | 24 grudnia 2014      | 1 marca 2017         | bezpartyjny                    |
| 18    |         | Hassan Ali Khayre (1968–)                        | 1 marca 2017         | 25 lipca 2020        | bezpartyjny                    |
| -     |         | Mahdi Mohammed Gulaid (1973–) pełniący obowiązki | 25 lipca 2020        | 23 września 2020     | bezpartyjny                    |
| 19    |         | Mohamed Hussein Roble (1963–)                    | 23 września 2020     | 26 czerwca 2022      | bezpartyjny                    |
| 20    |         | Hamza Abdi Barre (1974–)                         | 26 czerwca 2022      |                      | Unia na Rzecz Pokoju i Rozwoju |